# Herpyllus calcuttaensis
Herpyllus calcuttaensis är en spindelart som beskrevs av Biswas 1984. Herpyllus calcuttaensis ingår i släktet Herpyllus och familjen plattbuksspindlar. Inga underarter finns listade i Catalogue of Life.